# Puerta de Santiago (Segovia)
La Puerta de Santiago es una antigua puerta de la ciudad española de Segovia, situada al noroeste del casco histórico y parte integrante de las murallas de Segovia. Su interior alberga la colección de Títeres Francisco Peralta.

## Descripción

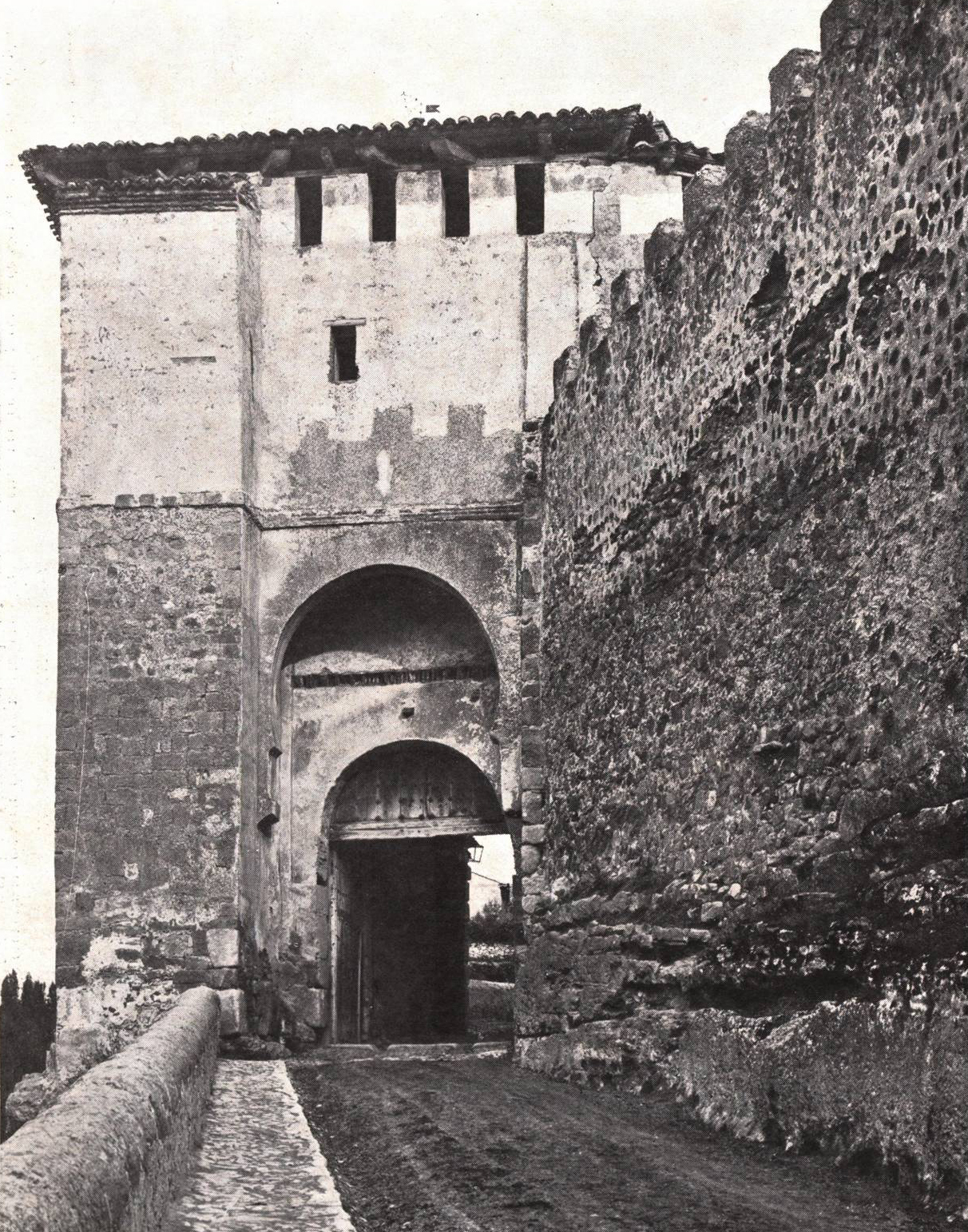
La puerta fotografiada por Laurent en la segunda mitad del siglo

Está situada frente al paseo de San Juan de la Cruz y es parte de las murallas de Segovia. 
Originariamente conocida como la puerta de Rodrigo Ordóñez, la primera mención que se tiene de la puerta es del año 1120 en el mismo documento de cesión de terrenos del concejo al cabildo en el que se menciona la puerta de San Andrés. A mediados del siglo XIII toma su nombre por su proximidad a la desaparecida iglesia de Santiago, demolida en 1836 y que se habría levantado al norte de la puerta —es decir, extramuros— junto a la Casa de la Moneda.
En origen era la puerta de una torre de la muralla y con el tiempo se convirtió en torre defensiva. En la época medieval sirvió para recaudar portazgos, que eran los impuestos para entrar a la ciudad. De 1887 a 1929 era utilizada como albergue de mendigos y viajeros sin recursos. El edificio albergó, posteriormente, a distintos artistas becados por la ciudad.
De tipo mudéjar, ofrece un aspecto fuerte y sólido con un cuerpo inferior de sillería almohadillada. Es característico su arco de herradura que abre la muralla al barrio de San Marcos. En su interior se encuentra la estatua de la Virgen del Camino.
Accediendo desde el oeste se observa que aún se mantiene la línea de merlones y almenas de la primera torre medieval del siglo XVI. La zona de paso del arco conserva su carga religiosa pudiendo contemplar, aunque ya muy deteriorada, la Virgen del Camino. Para acceder a la torre se utilizaba una escalera exterior que ha sido rehabilitada, y que da acceso al primer piso. A través de éste, se puede llegar a una segunda planta y al denominado Bodegón, que correspondía al cuerpo de guardia.
La Puerta de Santiago es la mejor conservada de las que tuvo la muralla de Segovia. En su construcción actual se aprecian sucesivas intervenciones, desde la fachada oeste, datada en el siglo XIII, a la fachada este con sillares almohadillados de granito y restos de un marco decorativo, fechados entre finales del siglo XVI y comienzos del siglo XVII.
El 26 de agosto de 2012 el Área de Turismo del Ayuntamiento de Segovia organizó las primeras visitas guiadas al monumento, que desde entonces se efectúan todos los domingos. La rehabilitación fue llevada a cabo por la Fundación del Patrimonio Histórico de Castilla y León y contó con la colaboración del Ministerio de Fomento. Su interior alberga la colección de Títeres Francisco Peralta.